# 4540 Oriani
4540 Oriani eller 1988 VY1 är en asteroid i huvudbältet som upptäcktes den 6 november 1988 av San Vittore-observatoriet i Bologna. Den är uppkallad efter den italienska greven och astronomen Barnaba Oriani.
Asteroiden har en diameter på ungefär 14 kilometer.